# Feinspinnerei Wegberg

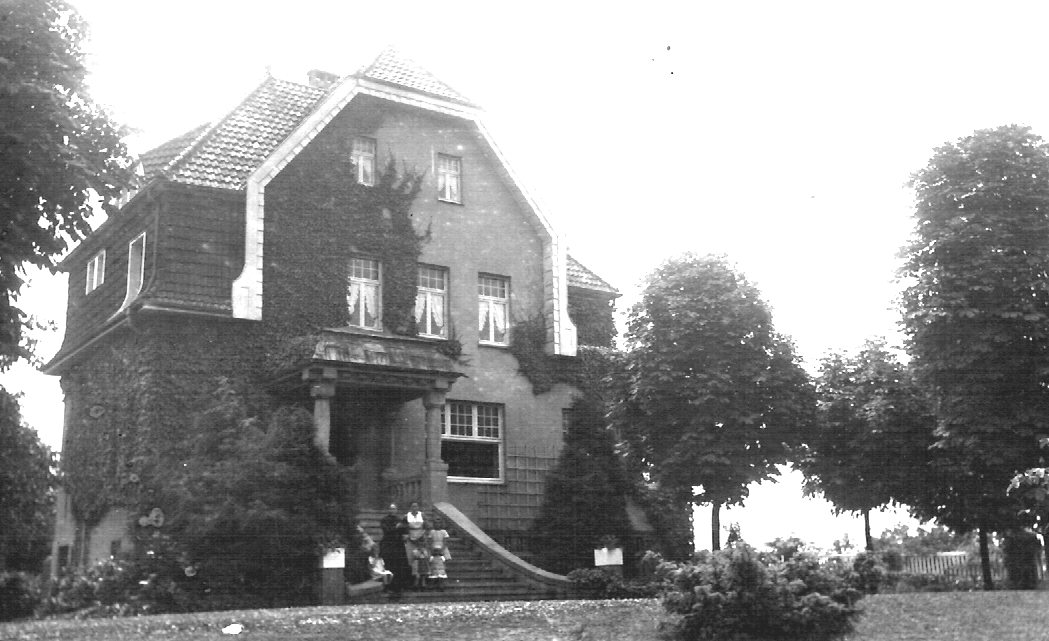
Fabrikantenvilla in Wegberg mit Franziska Bartmann, Margarethe Herold + 4 Enkeln (ca. 1920)

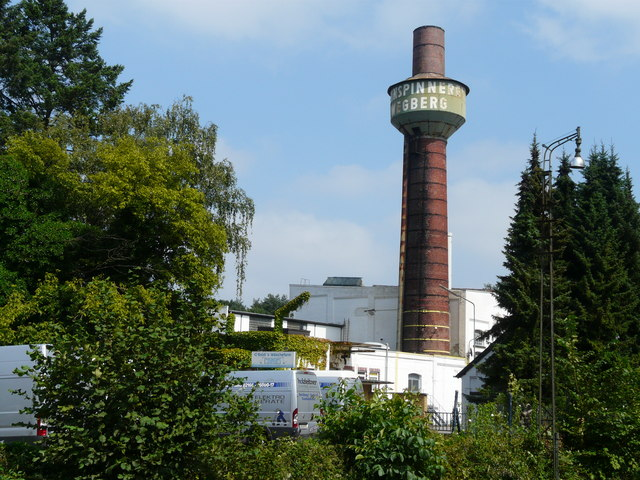
Die Fabrikationsgebäude 2009

Die Feinspinnerei Wegberg war ein Textilunternehmen in Wegberg-Beeckerheide, das von 1890 bis 1993 bestand.

## Geschichte
Das Unternehmen wurde 1890 in Wegberg erstmals unter der Bezeichnung Wegberger Baumwollspinnerei W. May AG genannt. Um 1910 musste es Konkurs anmelden. 1912 wurde es durch den Kaufmann Ferdinand Bernard Bartmann, seinen Sohn Josef Bartmann und den Herren Meer, Krebs und Carl Herold erworben und firmierte danach als Bartmann & Sohn GmbH. Gegenstand des Unternehmens war der „Betrieb einer Baumwollspinnerei, in welcher auch verwandte Fabrikate hergestellt und unter anderem auch die Garne weiterverarbeitet werden können“. Als Geschäftsführer waren Bernard und Josef Bartmann bestellt. Genutzt wurden die Gebäude der kurz zuvor in Konkurs gegangenen Firma May im Wegberger Ortsteil Beeck, Industriestraße 45. Bartmann bewohnte mit Familie die geräumige Jugendstilvilla mit großem Park und einem Teich am Eingang der Fabrikgeländes. An der Lindenstraße Richtung Beeck wurden Arbeiterhäuser errichtet.
Um 1920 verließ Josef Bartmann die Firma, um die Leitung einer Zigarettenfabrik seines Schwiegervaters Jakob Oldenkott in Neuss zu übernehmen. Sein Nachfolger wurde der Jurist Ferdinand Herold, ein Sohn des Land- und Reichstagsabgeordneten Carl Herold, der 1914 Bernard Bartmanns Tochter Margarethe geheiratet hatte. Er starb am 31. Oktober 1935 vorzeitig nach einer Operation. Am 14. April 1938 schied Bernard Bartmann mit 83 Jahren aus der Unternehmensleitung aus und starb 9 Monate später.
Während des Zweiten Weltkrieges beschäftigte die Bartmann & Sohn GmbH auch ca. 400 Zwangsarbeiter, die in einem Zivilarbeiterlager untergebracht waren.
Nach dem Krieg erfolgte erneut eine Umfirmierung in Feinspinnerei Wegberg GmbH. In der Folgezeit gelang es, mit Nischenprodukten viele Textilkrisen zu überstehen. Die Firma war das erste Unternehmen Wegbergs, das türkische Gastarbeiter beschäftigte. 1992 brach jedoch der Umsatz gegenüber dem Vorjahr in Höhe von rund 40 % ein. Daraufhin beschloss die Unternehmensleitung, den Betrieb zum 31. Dezember 1993 einzustellen. Am 29. April 1995 wurde das Unternehmen durch den Rechtsanwalt  Albert Dormanns jun., Mönchengladbach, liquidiert.
Seit 2010 firmiert das Gelände mit seinen rund 60.000 Quadratmetern Grundstücks- und 14.000 Quadratmetern Gewerbefläche, dem markanten Schornstein mit Löschwasserbehälter und der alten Fabrikantenvilla unter der Bezeichnung Wegberger Service- und Gewerbepark. In den teilrenovierten Hallen wurden Kleinbetriebe angesiedelt, in der Unternehmervilla wurden zunächst ein Anwaltsbüro und dann eine Bildungseinrichtung des TÜV Nord untergebracht.

## Belege
1. ↑  Bundesarchiv BArch R 907, Sammlung Geschäftsberichte 1890-1945
2. ↑  Das nationalsozialistische Lagersystem, hg. v. Martin Weinmann, Zweitausendeins, Best.-Nr. 18253, Frankfurt/M., 3. Auflage 1999
3. ↑  Opencaching.de, abgerufen am 8. Oktober 2013
4. ↑  TextilWirtschaft Nr. 34 vom 26. August 1993, Seite 198
5. ↑  companyhouse.de
6. ↑  RP-online, abgerufen am 8. Oktober 2013
7. ↑  TÜV-Nord College Wegberg (Memento des Originals vom 5. Dezember 2017 im Internet Archive)  Info: Der Archivlink wurde automatisch eingesetzt und noch nicht geprüft. Bitte prüfe Original- und Archivlink gemäß Anleitung und entferne dann diesen Hinweis.

Koordinaten: 51° 8′ 45″ N, 6° 17′ 32″ O